# Pandora poloniae-majoris
Pandora poloniae-majoris är en svampart som först beskrevs av Balazy, och fick sitt nu gällande namn av S. Keller 2005. Pandora poloniae-majoris ingår i släktet Pandora och familjen Entomophthoraceae.   Inga underarter finns listade i Catalogue of Life.